# Eurythoe matthaii
Eurythoe matthaii är en ringmaskart som beskrevs av Bindra 1927. Eurythoe matthaii ingår i släktet Eurythoe och familjen Amphinomidae. Inga underarter finns listade i Catalogue of Life.